# 글록 19
글록 19(독일어: Glock 19)은 오스트리아의 글록에서 설계하고 생산하는 권총이다. 글록 19는 글록 17의 축소형이다. 표준 탄창 용량은 9 mm 패러벨럼 탄 15발이다. 글록 19 개발은 1988년에 시작되었다. 1990년 글록 19는 스웨덴 육군에 Pistol 88B로서 제식채용되었다. (Pistol 88은 스웨덴 육군에서의 글록 17 제식명이다.)

## 대중매체
- 아저씨
  - 주인공 차태식이 글록 19 3세대를 사용한다.

## 같이 보기
- 글록
- 글록 권총
- 글록 17
- 글록 18